# Sandwich (Massachusetts)
Sandwich é uma vila localizada no condado de Barnstable no estado estadounidense de Massachusetts. No Censo de 2010 tinha uma população de 20.675 habitantes e uma densidade populacional de 180,55 pessoas por km².

## Geografia
Sandwich encontra-se localizado nas coordenadas 41° 42′ 49″ N, 70° 29′ 08″ O. Segundo a Departamento do Censo dos Estados Unidos, Sandwich tem uma superfície total de 114.51 km², da qual 110.7 km² correspondem a terra firme e (3.32%) 3.81 km² é água.

## Demografia
Segundo o censo de 2010, tinha 20.675 pessoas residindo em Sandwich. A densidade populacional era de 180,55 hab./km². Dos 20.675 habitantes, Sandwich estava composto pelo 96.72% brancos, o 0.38% eram afroamericanos, o 0.25% eram amerindios, o 1.19% eram asiáticos, o 0.02% eram insulares do Pacífico, o 0.37% eram de outras raças e o 1.07% pertenciam a duas ou mais raças. Do total da população o 1.33% eram hispanos ou latinos de qualquer raça.